# Пйотр Стаханчик
Пйотр Стаханчик (пол. Piotr Stachańczyk) (13 вересня 1962, Краків) — польський дипломат. Генеральний консул Республіки Польща у Харкові (з 2020).

## Життєпис
Закінчив факультет права і адміністрації Ягеллонського університету. Працював на факультеті юриспруденції та адміністрації Ягеллонського університету.
Працював у Міністерстві внутрішніх справ. У 1992—1993 рр. — заступник керівника апарату Ради міністрів. З 1995 р. – директор Департаменту консульських питань та еміграції Міністерства закордонних справ. У 1998—2001 рр. — заступник Державного секретаря у Міністерстві внутрішніх справ і адміністрації. У 2001—2007 рр. — голова Управління з питань репатріації та іноземців.
У 2007—2011 рр. — заступник Державного секретаря у Міністерстві внутрішніх справ і адміністрації, a з 2011 р. — Державний секретар у цьому відомстві, відповідальний за міжнародну співпрацю, зокрема європейську, репатріацію, міграцію, захист кордонів і розширення прикордонної інфраструктури. У 2015—2017 — Посол-Постійний представник РП при відділенні ООН у Женеві. З 2020 Генеральний консул Республіки Польща у Харкові.

## Нагороди
- Золотий Хрест Заслуги (1997)[2]